# 加布里埃拉·波托拉克
加布里埃拉·波托拉克（羅馬尼亞語：Gabriela Potorac，1973年2月6日—），罗马尼亚女子竞技体操运动员。她曾代表罗马尼亚获得1988年夏季奥运会体操比赛女子团体全能和跳马银牌、平衡木铜牌。